# Leucochroma formosalis
Leucochroma formosalis là một loài bướm đêm trong họ Crambidae.